# Christoph von Schmidt
Pour les articles homonymes, voir Schmidt.
Friedrich Johann Eduard Christoph von Schmidt (né le 26 juillet 1809 à Königsberg et mort le 11 novembre 1876 à Metz) est un général d'infanterie prussien et gouverneur de la forteresse de Metz.

## Biographie

### Origine
Christoph est le fils du capitaine d'artillerie prussien Friedrich von Schmidt (1763-1812) et de son épouse Magdalena Henriette, née Kanow (1767-1852). Son père est élevé le 6 juillet 1798 par le roi Frédéric-Guillaume III à la noblesse prussienne héréditaire. Le lieutenant-général prussien Wilhelm von Schmidt (1799-1867) est son frère aîné.

### Carrière
Après avoir visité les maisons des cadets de Culm et de Berlin, Schmidt rejoint le 5 avril 1826 le  4e régiment d'infanterie de l'armée prussienne comme enseigne porte-épée. Là, il est promu sous-lieutenant à la mi-février 1827 et est adjudant dans le 1er bataillon du 4e régiment de Landwehr en 1836/41 à Bartenstein. S'ensuit un poste d'adjudant de la 1re brigade de Landwehr à partir de la mi-octobre 1845 à Königsberg. Avec sa promotion au grade de capitaine, Schmidt est transféré à l'adjudant à la mi-janvier 1849 et arrive cinq mois plus tard comme adjudant de la 4e division d'infanterie à Stargard. Avec sa nomination comme commandant de compagnie au 6e régiment d'infanterie le 18 juin 1853 et est nommé le 14 février 1856 major aux commandes du 2e bataillon du 1er régiment de Landwehr à Wehlau. Le 12 avril 1859, il est transféré au commandement du bataillon de fusiliers du 5e régiment de grenadiers à Dantzig et à ce titre, Schmidt est promu lieutenant-colonel le 1er juillet 1860. D'août à octobre 1860, il est affecté au ministère de la Guerre et préside une commission chargée de rédiger des instructions pour les commandements de district de la Landwehr. Le 24 juillet 1861, Schmidt prend la direction du 45e régiment d'infanterie à Graudenz et devient colonel le 18 octobre 1861. En 1863, lui et son unité sont déployés pour sécuriser la frontière avec la Pologne à l'occasion du soulèvement de janvier. Le 8 mai 1866, il est nommé commandant de la 16e brigade d'infanterie à Erfurt et promu général de division un mois plus tard. Dans la guerre contre l'Autriche, il dirige sa brigade dans les batailles de Podol, Liebenau, Münchengrätz et Sadowa et reçoit l'ordre de l'Aigle rouge de 2e classe avec feuilles de chêne et épées pour son travail.
Après l'accord de paix, il est envoyé dans le district du 11e corps d'armée nouvellement créé à Cassel, où Schmidt prend en charge la réglementation de la Landwehr et les taux de remplacement. Fin février 1867, il prend ses fonctions de commandant de la 16e brigade d'infanterie et, de mars à juillet 1867, commande les troupes déployées pour protéger contre la propagation de la peste bovine dans les États de Thuringe (de). Pour cette activité, il reçoit la croix de commandeur de 1re classe, de l'ordre de la Maison de Saxe-Ernestine et la croix d'honneur de Schwarzbourg, 1re classe. Au début de 1868, il est président de la commission chargée d'examiner le projet d'une institution militaire de remplacement pour la Confédération de l'Allemagne du Nord. Avec le début de la guerre contre la France, Schmidt devient commandant de la 10e division d'infanterie et promu lieutenant général le 26 juillet 1870. Lors de la bataille de Wissembourg, il prend la direction du 5e corps d'armée pour le général commandant von Kirchbach, blessé. Lors de la bataille de Frœschwiller-Wœrth, qui a lieu deux jours plus tard, sa division supporte le poids de la bataille, conquérant Wœrth et prenant d'assaut les vignobles de Frœschwiller et la ville du même nom. Pour cela, Schmidt reçoit la croix de fer de 2e classe et la croix de chevalier de l'ordre militaire Maximilien-Joseph. Lors de la bataille de Sedan, une de ses brigades parvient à conquérir les hauteurs d'Illy-Floing. Schmidt peut également faire ses preuves lors du siège de Paris, notamment lors des batailles autour du Mont Valérien, et reçoit la croix de fer de 1re classe ainsi que l'ordre Pour le Mérite.

Fin mars 1873, l'empereur Guillaume Ier lui décerne l'ordre de l'Aigle rouge, 1re classe avec feuilles de chêne et épées sur l'anneau et nomme Schmidt gouverneur de Metz le 11 octobre 1873. À ce poste, il reçoit le titre de général d'infanterie le 22 mars 1875 et la croix de grand commandeur de l'ordre bavarois du Mérite militaire le 12 février 1876. Schmidt obtient le brevet pour son grade le 22 mars 1876. Fin juillet 1876, il célèbre son 50e anniversaire de service. Au cours d'une visite aux troupes qui dure plusieurs heures et accompagnée d'orages, Schmidt contracte un grave rhume et un problème abdominal, dont il meurt après avoir été malade pendant plusieurs semaines.

### Famille
Schmidt se marie avec Friederike Alwine Szitnik (1820-1856) à Königsberg le 22 août 1838. Le mariage donne naissance à neuf enfants, dont six sont morts jeunes. Seuls trois fils ont atteint l'âge adulte :
- Friedrich Johann Maximilian (1844-1873), premier lieutenant du 44e régiment d'infanterie
- Friedrich Johann Dietrich (né en 1852), lieutenant-colonel prussien marié le 21 mai 1886 avec Paula Charisius (née en 1866)
- Friedrich Johann Georg (1854-1901), lieutenant prussien marié le 28 mars 1884 avec Maria Wilhelmine Charlotte von Puttkamer (née en 1849)